# Assis do Couto
Assis Miguel do Couto (Santo Antônio do Sudoeste, 17 de outubro de 1961) é um político, sindicalista e agricultor brasileiro. Filiado ao Solidariedade.

## Biografia
Realizou os estudos primários na Escola Estadual da Comunidade XVI, no município de Pranchita. Foi diretor do Sindicato dos Trabalhadores Rurais de Pranchita de 1983 a 1987. Filiou-se ao Partido dos Trabalhadores em 1987, elegeu-se deputado federal pela primeira vez em 2002, sendo reeleito em 2006, 2010 e 2014. Sua atuação parlamentar é marcada pela defesa da agricultura familiar.
Em 2007 concorreu ao processo de eleições diretas para a escolha do presidente do diretório estadual do PT do Paraná, ficando em segundo lugar, com 12,5%, atrás de Gleisi Hoffmann que, com 80,7% dos votos apurados, tornou-se a primeira mulher a presidir o partido no estado. Em 2010 foi vice-líder do PT na câmara.
Em 2014, foi eleito presidente da Comissão de Direitos Humanos e Minorias da Câmara, vencendo o deputado Jair Bolsonaro por 10 votos a 8.
Em dezembro de 2015, após 28 anos, anuncia seu desligamento do Partido dos Trabalhadores (PT) e o ingresso no recém-criado Partido da Mulher Brasileira (PMB). Em março de 2016, durante a janela partidária, ingressa no Partido Democrático Trabalhista (PDT). Em 17 de abril de 2016, Assis do Couto votou contra a abertura do processo de impeachment de Dilma Rousseff. Em 2017, votou contra a Reforma trabalhista do Governo Temer. No mesmo ano votou a favor da investigação de Michel Temer por supostos casos de corrupção.
Em 2018, foi derrotado após conquistar 42.838 votos como deputado federal, já pelo PDT.

## Vida pessoal
É casado com Maria Helena do Couto com quem teve quatro filhos.

## Desempenho eleitoral
| Ano  | Cargo                        | Partido | Votos  | Resultado  | Ref    |
| ---- | ---------------------------- | ------- | ------ | ---------- | ------ |
| 2002 | Deputado Federal pelo Paraná | PT      | 43.869 | Eleito     | [ 11 ] |
| 2006 | Deputado Federal pelo Paraná | PT      | 63.032 | Eleito     | [ 12 ] |
| 2010 | Deputado Federal pelo Paraná | PT      | 94.745 | Eleito     | [ 13 ] |
| 2014 | Deputado Federal pelo Paraná | PT      | 76.116 | Eleito     | [ 14 ] |
| 2018 | Deputado Federal pelo Paraná | PDT     | 42.838 | Não Eleito | [ 9 ]  |

## Obras publicadas
- COUTO, Assis Miguel do. Crise no modelo Agrícola.[1]
- COUTO, Assis Miguel do. Votei a favor da vida e seguindo a minha consciência.[1]
- COUTO, Assis Miguel do. Alterações no Código Florestal: Avanços ou retrocessos.[1]
- COUTO, Assis Miguel do. Os impactos do avanço da cana-de-açúcar para a agricultura familiar e os trabalhadores rurais.[1]
- COUTO, Assis Miguel do. Interiorização da insegurança.[1]
- COUTO, Assis Miguel do. O Sudoeste e a expansão do ensino público superior no Paraná.[1]
- COUTO, Assis Miguel do. Agricultura familiar e cooperativismo solidário de mãos dadas para a inclusão social.[1]